# فيضانات أوتاراخند 2021
فيضانات أوتاراخند 2021 المعروف أيضًا باسم كارثة تشامولي بدأت في 7 فبراير 2021 في ضواحي حديقة ناندا ديفي الوطنية، وهي أحد مواقع التراث العالمي لليونسكوفي منطقة جارهوال الهيمالايا الخارجية في ولاية أوتاراخند الهند. كان سببه انهيار صخري كبير وجليدي يتكون من مواد طردت من قمة رونتي. تسببت في فيضانات في منطقة تشامولي، وعلى الأخص نهر ريشيجانجا ونهر داوليجانجا وبالتالي في ألاكناندا المنبع الرئيسي لنهر الغانج. خلفت الكارثة أكثر من 200 قتيل أو مفقود، معظمهم من العمال في موقع سد تابوفان.

## الإصابات والأضرار
من بين الأماكن الأكثر تضرراً من الفيضانات جوشيماث وريني ومنتزه ناندا ديفي الوطني ومحطة تابوفان فيشنوجاد للطاقة الكهرومائية وسريدهار. خلفت الكارثة أكثر من 200 قتيل أو مفقود. اعتبارًا من مايو 2021 «تم حتى الآن انتشال 83 جثة و 36 من أعضاء الجسم البشري من إجمالي 204 أشخاص فقدوا». من بين المفقودين والقتلى كان 140 عاملاً في موقع محطة تابوفان للطاقة الكهرومائية.
تضرر مشروع طاقة ريشيغانغا الذي تبلغ طاقته 13 ميغاوات في ريني على نهر ريشيغانغا أحد روافد نهر داوليغانغا، وفقد 35 عاملاً يعملون في المشروع اعتبارًا من فبراير 2021. يبدو أن منطقة شامولي في أوتارانتشال كانت الأكثر تضررًا من ارتفاع نهر داوليجانجا. جرفت مياه الفيضان سد داوليجانجا عند التقاء نهري ريشجانجا ودوليجانجا. صرح رئيس وزراء أوتارانتشال تريفندرا سينغ راوات أن الفيضانات المفاجئة أثرت أيضًا على مشروع مائي أكبر بكثير تملكه إن تي بي سي مع حوالي 176 عاملًا يعملون في مشروع يحتوي على نفقين حيث حوصر هؤلاء العمال. قال كبار مسؤولي الشرطة لوسائل الإعلام إن الجسر في منطقة تابوفان الذي يربط بين 13 قرية قد جرف في الانهيار الجليدي.

## جهود الإغاثة
تم إخلاء العديد من القرى حيث أفرغت السلطات سدين على عمق النهر لمنع مياه الفيضانات من الوصول إلى بلدات هاريدوار وريشيكيش. تم نشر طائرتين من طراز لوكهيد مارتن سي-130 جيه سوبر هركيوليز مع 3 فرق من القوة الوطنية للاستجابة للكوارث في مهمة الإنقاذ.